# Kangaamiut-Museum
Das Kangaamiut-Museum (dänisch Kangaamiut Museum, grönländisch Kangaamiut Katersugaasiviat) ist das Heimatmuseum (Lokalmuseum) von Kangaamiut.

## Geschichte
Bereits in den 1990er Jahren kam die Idee auf, im Dorf ein Museum zu gründen, obwohl sonst nur Städte über Lokalmuseen verfügten. Diese Idee wurde am 27. Mai 2011 realisiert, nachdem das Maniitsoq-Museum am 1. April 2011 die Gebäude B-87 und B-88 gekauft hatte. Das Museum in Kangaamiut wird vom Museum in Maniitsoq aus verwaltet.

## Gebäude
Das Museum verfügt über zwei Gebäude:
- B-87: Es handelt sich um ein kleines Steinhaus. Der ursprüngliche Zweck des Gebäudes ist nicht angegeben.
- B-88: Das Gebäude war die Wohnung des Udstedsverwalters.

## Ausstellung
Das Museum legt seinen Fokus auf Kunst. Kangaamiut ist vor allem bekannt für die zahlreichen Kunsthandwerker, die im heutigen Dorf gelebt und gewirkt haben. Es werden unter anderem Gemälde, Decken aus Vogelfell und Schnitzfiguren aus Elfenbein und Speckstein ausgestellt. Alle Künstler haben Bezug zum Ort, darunter Esra Berthelsen, Aron Berthelsen, Mads Kreutzmann, Peter Rosing und Lauritz Larsen.